# Stuart Lewis-Evans
Stuart Nigel Lewis-Evans (Luton, Bedfordshire, 20 april 1930 – East Grinstead, Sussex, 25 oktober 1958) was een Britse Formule 1-coureur. 
Lewis-Evans nam in 1957 en 1958 deel aan zestien Grands Prix voor de teams van Connaught Engineering en Vanwall, waarin hij twee polepositions, twee podiumfinishes en zestien punten scoorde. Hij crashte hevig tijdens de seizoensfinale van 1958, de Grand Prix van Marokko. Hij werd naar een ziekenhuis in Engeland gevlogen, waar hij zes dagen later overleed.